# Драч (тема)
Тема Драч (грчки: θέμα Δυρραχίου) је била византијска провинција (тема) на источној обали Јадрана, са центром у граду Драчу (грч. Δυρράχιον). Формирана је током 9. века, а постојала је све до прве пропасти Византијског царства, након Четвртог крсташког рата (1204). Обухватала је приморске области данашње Албаније, а у појединим периодима и приморске области данашње Црне Горе.

## Историја
Тачно време оснивања Драчке теме није познато. Стратег Драча појављује се у Тактикону Успенског око 842. године, али неколико печата драчких стратега датира из претходних деценија. Џон Бјури је предложио датирање настанка теме Драч упоредо са настанком тема Пелопонез и Кефалонија (рани 9. век). Историчар Јадран Ферлуга ставља оснивање Драчке теме у време владавине цара Нићифора I (802-811).
Током византијско-бугарских ратова, Драчка тема је била главно византијско упориште на западном делу фронта, али њене области у залеђу повремену су долазиле и под бугарску власт. Драчки стратег Лав Равдух је око 917. године водио преговоре са српским кнезом Петром Гојниковићем око уласка Кнежевине Србије у рат на страни Византије.
У то време, почетком 10. века, Драчка тема је према северу допирала само до града Љеша, али већ средином истог века, у време настанка историографског списа De administrando imperio, тема је на северу поред Љеша обухватала и градове Улцињ и Бар, на граници према српској кнежевини Дукљи.
Након пропасти Првог бугарског царства (971), Драчка тема је добила на важности, а њен стратешки положај је дошао до посебног изражаја након устанка Комитопула (976). Током наредних година, Драчка тема је постала једно од најзначајнијих византијских упоришта наспрам тадашњег Самуиловог царства. Током последњих година 10. века, град Драч је потпао под Самуилову власт, али је недуго потом, око 1005. године, враћен под власт Византије. Последњи владар Самуилове државе, цар Јован Владислав, погинуо је 1018. године управо приликом опсаде Драча.
Даљим ширењем визанстијске власти у време цара Василија II, након 1018. године, знатно је проширен и просторни опсег Драчке теме, према северозападу, а гувернер Драча од средине 11. века носи титулу дукса или катепана.
У то време, Драчка тема је била главно византијско упориште према Дукљи и осталим кнежевинама у српском приморју. Након избијања устанка под кнезом Стефаном Војиславаом око 1035. године, Драчка тема је постала главна византијска база за војна дејства против Дукље.
Током устанка Петра Дељана око 1040—1041. године, становништво Драча се, по свргавању дукса Василија Синадина, побунило против новог стратега Михаила Дермокаита. На чело устанка у Драчу стао је Словен Тихомир, који је убијен недуго потом, по наређењу Петра Дељана.
По гушењу устанка Петра Дељана, цар Константин IX је послао стратега Михаила да угуши раније подигнути устанак кнеза Војислава. Јован Скилица пише да је војску чинило 60.000 људи под патрикијем Михаилом, дуксом Драча, који није имао великог војничког искуства. Продро је у Војислављеву државу пустошећу пределе које је освајао. Војислав га је пропуштао запоседајући теснаце кроз које ће византијска војска морати да прође у повратку. Патрикије Михаило је у повратку упао у заседу у једном кланцу. Војска му је страдала од стрела и камења којим су их засипали устаници. Погинуло је две трећине војске.
Претендент на византијску царску круну Нићифор Вријеније Старији био је стратег Драча, пре похода на Цариград (1077), који се завршио његовим неуспехом.
Крајем 11. и током 12. века, Драчка тема је добила додатну важност за Византијско царство, услед нових опасности које су долазиле из јужне Италије, где је створена норманска држава. Током византијско-норманских ратова, војвода Роберт Гвискард је предузео опсаду Драча. Ана Комнина у Алексијади бележи да је бици присуствовао и Константин Бодин, српски владар Дукље, као вазал цара Алексија Комнина. Бодин, међутим, није узео учешће у борбама већ се повукао када је увидео да ће Византија изгубити битку. Нормани су тада освојичи Драч, али га је Византија убрзо повратила (1084).
Цар Алексије је на чело Драчке теме постављао своје најближе рођаке. Јован Дука је водио рат са Дукљом у коме је заробљен Константин Бодин, а такође је ратовао и против великог жупана Вукана.
Краљ Вилијам II Сицилијански је 1185. године покренуо нови византијско-нормански рат, заузевши и Драч, који је недуго потом повраћен под византијску власт. У међуремену, на северне области Драчке теме напао је и српски велики жупан Стефан Немања, који је упоредо са ослобођењем Дукље и Котора заузео и јужне градове Бар, Улцињ, Свач, Скадар, Дриваст, Сард и Дањ.
Тиме је граница Драчке теме према северу била сужена до Љеша. Ова тема је дефинитивно пропала недуго по паду Цариграда (1204) у Четвртом крсташком рату, а Драч су 1205. године заузели Млечани.

## Црквено уређење
Оснивањем Драчке теме почетком 9. века, порастао је и значај православне Драчке митрополије, која је била под јурисдикцијом Цариградске патријаршије. Упоредо са територијалним ширењем Драчке теме, постепено се ширила и надлежност драчких митрополита, који су почетком 10. века под својом јурисдикцјом имали само четири епископа, али тај број се након територијалног проширења теме крајем 10. и почетком 11. века повећао на чак 15 епархија, укључујући и поједине епископије у околном арбанашком и српском залеђу (Кројанска, Љешка, Пилотска, Дривастанска, Скадарска, Барска, Дукљанска). Иако је у другој половини 11. века и током 12. века изгубила неке од најсевернијих епископија, Драчка митрополија је задржала значај све до пропасти Драчке теме.

## Стратези Драча
- Лав Равдух, 917.
- Никита Погонат, до 1018.
- Евстатије Дафномил, 1018-1029.
- Василије Синадин, око 1040.
- Михаило, око 1042.
- Михаило Маврекс, касних 1060-тих/раних 1070-тих
- Нићифор Вријеније Старији, око 1075.
- Нићифор Василакес, око 1078.
- Георгије Палеолог, 1081.
- Јован Дука, 1085-1092.
- Јован Комнин, 1092-1105.
- Алексије Комнин, 1105-после 1108.
- Алексије Контостефан, друга четвртина 12. века
- Алексије Дука, средина 12. века
- Константин Дука, око 1175.